# NGC 2487
NGC 2487 è una vasta galassia a spirale barrata situata nella costellazione dei Gemelli, a una distanza di circa 242 milioni di anni luce dalla nostra Via Lattea.

## Scoperta
La galassia è stata scoperta il 7 novembre 1864 dall'astronomo tedesco Albert Marth.

## Descrizione
NGC 2487 ha una classe di luminosità II e presenta una larga riga a 21 cm dell'idrogeno neutro.
Il database SIMBAD la classifica come galassia LINER, cioè una galassia il cui nucleo presenta uno spettro di emissione caratterizzato da larghe righe di atomi debolmente ionizzati.
Data la sua luminosità superficiale pari a 14,38, NGC 2487 può essere classificata come una galassia a bassa luminosità superficiale (nella letteratura in lingua inglese abbreviata in LSB, acronimo di Low Surface Brightness). Le galassie LSB sono galassie di tipo diffuso (D) con una luminosità superficiale inferiore di almeno una magnitudine a quella del cielo notturno circostante.

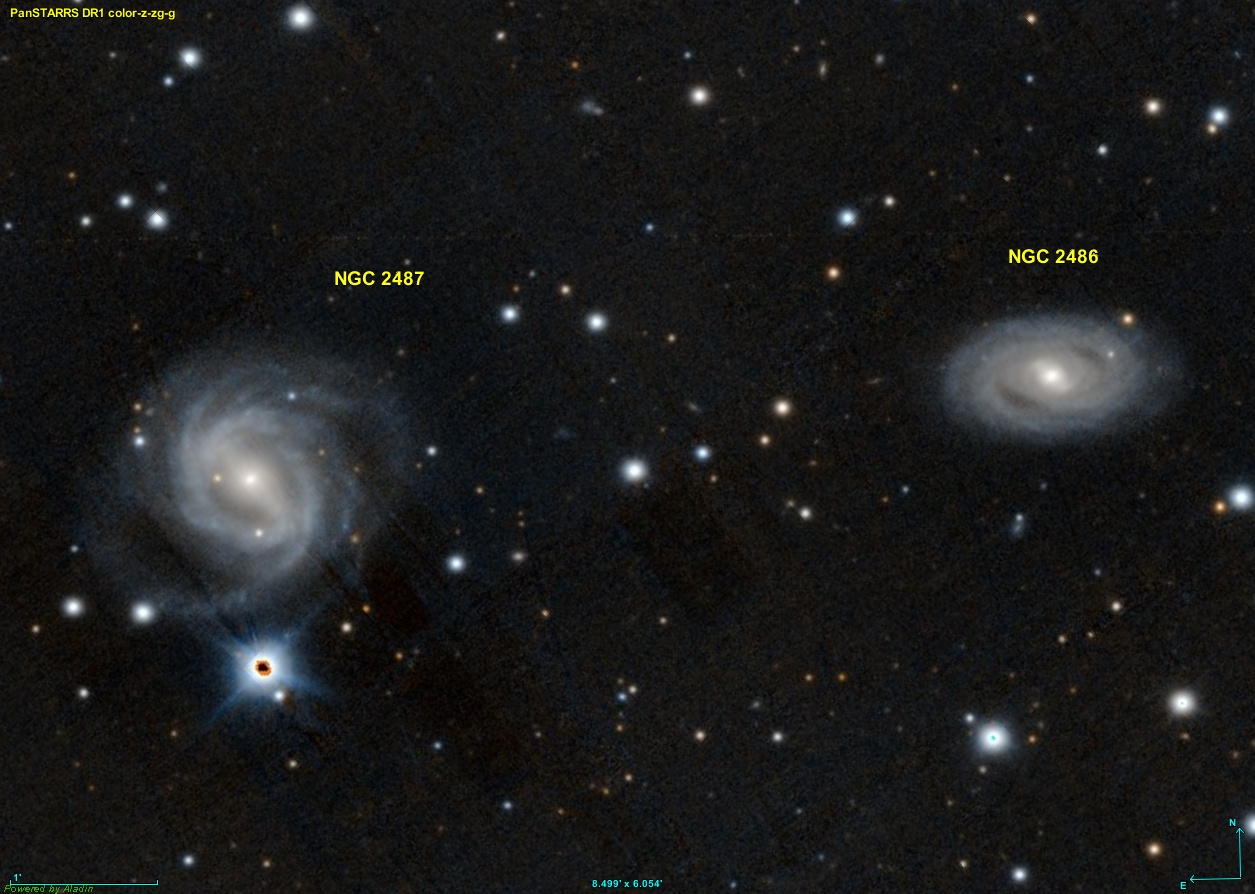
NGC 2486 e NGC 2487 formano una coppia di galassie, ma nelle immagini non è visibile alcuna forma di deformazione reciproca dovuta all'interazione gravitazionale.

## Gruppo di NGC 2487
NGC 2487 è la più vasta e la più luminosa di gruppo di galassie che comprende almeno 4 membri, il Gruppo di NGC 2487. Le altre due galassie del gruppo sono NGC 2486, NGC 2498 e UGC 4099.

## Supernova
Il 30 novembre 1975, all'interno di NGC 2487 è stata scoperta la supernova SN 1975O dall'astronomo statunitense Charles Kowal. Non è stata determinata la tipologia a cui apparteneva la supernova.